# 大須賀昭彦
大須賀 昭彦（おおすが あきひこ、1958年5月17日 - ）は、日本の情報工学者。電気通信大学大学教授を経て、同特任教授。学位は、博士（工学）（早稲田大学）。専門分野はソフトウェアエージェント、知的Web、知能ソフトウェア工学、データマイニング。

## 略歴[1]
- 1981年 上智大学理工学部数学科卒業
- 1981年 - 2007年 株式会社東芝入社
- 1985年 - 1989年 新世代コンピュータ技術開発機構出向
- 1996年 - 1997年 筑波大学非常勤講師兼任
- 2002年 - 2003年 電気通信大学 大学院情報システム学研究科客員助教授兼任
- 2002年 - 2007年 大阪大学大学院工学研究科非常勤講師兼任
- 2003年 - 2007年 電気通信大学大学院情報システム学研究科客員教授兼任
- 2007年 - 2016年 電気通信大学大学院情報システム学研究科教授
- 2016年 - 2024年 電気通信大学大学院情報理工学研究科教授
- 2012年 - 2016年 電気通信大学教育研究評議会評議員
- 2012年 - 2024年 国立情報学研究所客員教授兼任
- 2017年 - 2021年 電気通信大学大学院情報システム学研究科研究科長
- 2020年 - 2021年 電気通信大学産学官連携センター副センター長
- 2020年 - 2023年 電気通信大学教育研究評議会評議員
- 2020年 - 2023年 電気通信大学情報理工学域副学域長
- 2020年 - 2024年 電気通信大学連携教育部部長
- 2022年 - 現在 電気通信大学産学官連携センターセンター長
- 2022年 - 現在 電気通信大学スーパー連携大学院推進室副室長[2]
- 2024年 - 現在 電気通信大学特任教授

## 主な学会活動[1][2]
- 1997年 情報処理学会 論文誌編集委員会 ソフトウェアグループ 主査 （〜1998年）
- 2001年 情報処理学会 オブジェクト指向シンポジウム2001 （oo2001) 実行委員長
- 2001年 情報処理学会論文誌「オブジェクト指向技術」特集号 編集委員長
- 2003年 日本ソフトウェア科学会 理事（〜2007年）
- 2006年 5th International Joint Conference on Autonomous Agents and Multi Agent Systems (AAMAS06) Sponsorship Co-Chair
- 2007年 合同エージェントワークショップ＆シンポジウム2007 (JAWS2007) 共同プログラム委員長
- 2007年 6th International Joint Conference on Autonomous Agents and Multi Agent Systems (AAMAS07) Sponsorship Co-Chair
- 2007年 IEEE Computer Society Japan Chapter Vice Chair（〜2008年）
- 2008年 電子情報通信学会論文誌「ソフトウェアエージェントとその応用」特集号 編集委員長
- 2009年 電子情報通信学会 人工知能と知識処理研究専門委員会 委員長（〜2011年）
- 2009年 8th International Joint Conference on Autonomous Agents and Multi Agent Systems (AAMAS09) Industry Track Co-Chair
- 2009年 12th International Conference on Principles of Practice in Multi-Agent Systems (PRIMA2009) Sponsorship Chair
- 2011年 IEEE Computer Society Japan Chapter Chair（〜2012年）
- 2011年 人工知能学会 理事（〜2013年）
- 2013年 IEEE Computer Society Japan Chapter Vice Chair（〜2014年）
- 2015年 日本ソフトウェア科学会 監事（〜2019年）
- 2016年 合同エージェントワークショップ＆シンポジウム2016 (JAWS2016) 運営委員長
- 2016年 人工知能学会論文誌「エージェント技術とその応用2017」特集号 副編集委員長
- 2019年 合同エージェントワークショップ＆シンポジウム2019 (JAWS2019) 運営委員長
- 2019年 電子情報通信学会論文誌「ソフトウェアエージェントとその応用」特集号 副編集委員長
- 2019年 電子情報通信学会論文誌「Special Section on Software Agent and its Applications 」特集号 副編集委員長
- 2020年 日本ソフトウェア科学会 評議員（〜現在）
- 2022年 情報処理学会 マルチメディア、分散、協調とモバイル DICOMO 2022 シンポジウム プログラム委員長

## 受賞[1][2]
- 1987年 情報処理学会論文賞 受賞
- 2009年 第8回 合同エージェントワークショップ＆シンポジウム (JAWS2009) 優秀論文賞 受賞
- 2010年 第9回 合同エージェントワークショップ＆シンポジウム (JAWS2010) ベストポスター賞 受賞
- 2012年 Linked Open Data Challenge Japan 2011 アプリケーション部門 審査員特別賞 受賞
- 2013年 Linked Open Data Challenge Japan 2012 アプリケーション部門 審査員特別賞 受賞
- 2013年 3rd International Conference on Advanced Communications and Compuation (INFCOMP2013) Best Paper Award 受賞
- 2013年 3rd Joint International Semantic Technology Conference (JIST2013) Best Poster & Demo Award 受賞
- 2014年 人工知能学会 研究会優秀賞 受賞
- 2014年 4th Joint International Semantic Technology Conference (JIST2014) Best Poster Award 受賞
- 2015年 3rd International Conference on Internet Services Technology and Information Engineering (ISTIE2015) Best Paper Award 受賞
- 2015年 人工知能学会 功労賞 受賞
- 2015年 情報処理学会論文誌ジャーナル/JIP特選論文 選定
- 2015年 10th International Conference on Software Engineering Advances (ICSEA2015) Best Paper Award 受賞
- 2016年 電子情報通信学会論文誌 学生論文特集秀逸論文 選定
- 2016年 Linked Open Data Challenge Japan 2015 データセット部門 最優秀賞 受賞
- 2016年 第15回 合同エージェントワークショップ＆シンポジウム (JAWS2016) 優良論文賞 受賞
- 2016年 第15回 合同エージェントワークショップ＆シンポジウム (JAWS2016) 奨励論文賞 受賞
- 2017年 情報処理学会フェロー 認定[3]
- 2017年 情報処理学会論文賞 受賞
- 2018年 電気通信普及財団賞テレコムシステム技術賞（奨励賞） 受賞
- 2018年 電子情報通信学会 人工知能と知識処理研究会 研究奨励賞 受賞
- 2019年 平成30年度 電気通信大学優秀教員賞 受賞
- 2019年 電子情報通信学会 令和元年度 情報・システムソサイエティ活動功労賞 受賞
- 2019年 情報処理学会論文誌ジャーナル/JIP特選論文 選定
- 2021年 SMASH21 Summer Symposium 奨励賞 受賞
- 2021年 電子情報通信学会シニア会員 認定
- 2022年 SMASH22 Winter Symposium 準優秀賞 受賞
- 2022年 電子情報通信学会 人工知能と知識処理研究会 研究奨励賞 受賞
- 2022年 情報処理学会 SE研究会 卓越研究賞 受賞
- 2022年 SMASH22 Summer Symposium 奨励賞 受賞
- 2022年 電子情報通信学会 人工知能と知識処理研究会 研究奨励賞 受賞
- 2023年 情報処理学会論文誌ジャーナル/JIP特選論文 選定
- 2023年 合同エージェントワークショップ＆シンポジウム (JAWS2023) 優秀賞 受賞
- 2023年 合同エージェントワークショップ＆シンポジウム (JAWS2023) 奨励賞 受賞
- 2023年 IEEE International Conference on Internet of Things and Intelligence Systems (IoTaIS2024) Best Paper Award 受賞
- 2024年 電子情報通信学会フェロー 認定[4]
- 2024年 電気通信大学 名誉教授 認定
- 2024年 東京都功労者表彰 (技術振興功労) 受賞[5][6]

## 著作[1][2]

### 著書
- 「人工知能学大事典」人工知能学会 編（分担執筆）、共立出版社 (2017)
- 「マルチエージェントによる自律ソフトウェア設計・開発」大須賀昭彦、田原康之、中川博之、川村隆浩 著、コロナ社 (2017)
- 「エージェントと創るインタラクティブネットワーク」西田豊明 編分担執筆、培風館 (2003)、1.3節 分散システム構築技術の要としてのエージェント, pp.9-21、4.1節 ITS分野への応用, pp.91-96
- 「増補改訂オブジェクト指向からエージェント指向へ」本位田真一、大須賀昭彦 著、ソフトバンク (2001)
- 「エージェントテクノロジー最前線」長尾確 編（分担執筆）、共立出版 (2000)、第５章 プランニングモバイルエージェント、pp.84-115
- 「エージェント技術」本位田真一、飯島正、大須賀昭彦 著、ソフトウェアテクノロジーシリーズ３（青山幹雄、佐伯元司、深澤良彰、本位田真一 編）、共立出版 (1999)
- 「オブジェクト指向からエージェント指向へ」本位田真一、大須賀昭彦 著、ソフトバンク (1998)
- 「コンピュータへの誘い」ソフトウェア科学研究会 編（分担執筆）、日本理工出版会 (1990)、第８章 人工知能 -コンピュータは人間を越えられるか？-、pp.200-231

### 編著
- 「新しいプログラミング・パラダイム」井田哲雄 編（分担執筆）、共立出版 (1989)、第８章 項書換えシステムと完備化手続き, pp.165-186
- 「UPPAALによる性能モデル検証」長谷川哲夫, 磯部祥尚, 田原康之 著、大須賀 昭彦 監修、近代科学社 (2012)
- 「入門 Office Open XML」Girier陽子、高山佳文、森本孝司 著、大須賀昭彦 監修、ソフトバンククリエィティブ (2007)
- 「オブジェクト指向最前線２００１ 情報処理学会OO2001シンポジウム」大西淳、大須賀昭彦 編、近代科学社 (2001)